# Brenderup
Brenderup es una localidad situada de Middelfart, en la región de Dinamarca Meridional (Dinamarca), con una población estimada a principios de 2018 de unos 1417 habitantes.
Se encuentra ubicada al noroeste de la isla de Fionia, junto a la costa del Pequeño Belt (mar Báltico).